# Sven Wenner
Sven Hilding Wenner, född 7 juni 1907 i Lycksele, död 24 augusti 1976 i Stockholm, var en svensk skulptör och slöjdlärare.
Han var son till konditorn Albert Wenner och Thea Nordström och från 1930 gift med Sigrid Holmgren. Wenner utbildade sig till bildhuggare vid flera olika verkstäder bland annat studerade han en period vid Carl Malmstens verkstad, därefter följde studieresor till bland annat Nederländerna, Frankrike, Tyskland och Spanien. Separat ställde han bland annat ut i Boden. Tillsammans med Paul René Gauguin ställde han ut i Karlstad och tillsammans med Inger Kolare på Galerie S:t Nikolaus i Stockholm. Han var representerad i Liljevalchs Stockholmssalong 1959. Hans konst består av skulpturer utförda i trä eller gips samt arbeten i koppar. 